# Rhamdella longiuscula
Rhamdella longiuscula är en fiskart som beskrevs av Lucena och Da Silva, 1991. Rhamdella longiuscula ingår i släktet Rhamdella och familjen Heptapteridae. Inga underarter finns listade i Catalogue of Life.